# Martin Frýdek
Martin Frýdek (Hradec Králové, 1969. március 9. –) cseh válogatott labdarúgó.

## Pályafutása

### Klubcsapatban
Legnagyobb sikereit a Sparta Prahaval érte le. 1990 és 1997 között csapatával kétszer nyerte meg a csehszlovák és háromszor a cseh bajnokságot. Egyszeres csehszlovák és cseh kupagyőztes. Az 1997–98-as szezonban a Bayer Leverkusen, az 1998–99-es szezonban a MSV Duisburg játékosa volt. Két év alatt kevés alkalommal kapott bizalmat, ezért 1999-ben hazatért az FK Teplice csapatához.

### A válogatottban
1991 és 1993 között 8 alkalommal szerepelt a csehszlovák válogatottban. A cseh válogatottban 1994 és 1997 között 29 mérkőzésen lépett pályára és 4 alkalommal volt eredményes. Részt vett az 1996-os Európa-bajnokságon, ahol ezüstérmet szereztek és az 1997-es konföderációs kupán, ahol a harmadik helyen végeztek.

## Sikerei, díjai
Sparta Praha
- Csehszlovák bajnok (2): 1990–91, 1991–92
- Csehszlovák kupa (1): 1991–92
- Cseh bajnok (3): 1993–94, 1994–95, 1996–97
- Cseh kupa (1): 1995–96

Csehország
- Európa-bajnoki döntős (1): 1996
- Konföderációs kupa bronzérmes (1): 1997